# Río Tulahuencito
El río Tulahuencito es un curso natural de agua que nace en la cordillera de los Andes, fluye en dirección general noreste y desemboca en el río Mostazal de la cuenca del río Limarí.

## Trayecto
El río Tulahuencito drena las cumbres de la alta cordillera de los Andes y sigue su recorrido por un cajón abundante y desemboca en el río Mostazal en la localidad de Pedregal.: 279 

## Caudal y régimen
El Caudal del río es escaso y a veces es seco

## Historia
Luis Risopatrón escribió en 1924 en su obra Diccionario Jeográfico de Chile sobre el río:: 195 
Tulahuencito (Rio). 50° 55' 70° 40' Baña el fundo del mismo nombre i se vácia en la márjen S del curso inferior del rio de El Mostazal, del Grande. 68, p. 252; 134; i 156; Tulagüencito en 118, p. 153; i Fulahuencito en 62, ii, p. 280.